# Hubert van Eyck
Pour les articles homonymes, voir Van Eyck.
Hubert van Eyck, Hubrecht van Eyck ou encore Hubertus Eeyck est un peintre belge de l'école des primitifs flamands du XVe siècle, né vers 1366 à Maaseik (actuelle province de Limbourg en Belgique), mort en septembre 1426 à Gand.
C'est le frère ainé de Jan van Eyck. Le fait d'être peintre de cour, dégagé du carcan corporatif, lui offrait l'avantage de pouvoir se livrer à des expériences et, tout à la fois, l'obligeait à développer son talent au maximum.
On lui attribue d'avoir ébauché le célèbre retable de l'Agneau mystique achevé par son frère et actuellement à la cathédrale Saint-Bavon de Gand. Il aurait d'ailleurs été inhumé dans la chapelle où était exposé ce retable.
On retrouve son effigie dans Les effigies des peintres célèbres des Pays-Bas de Dominique Lampson.

## Biographie
Frère de Jan van Eyck, son maître est inconnu. Il quitte sa ville natale avec son frère et s'établit à Bruges où il travaille avec Jan à l'Adoration de l'Agneau mystique.

## L'œuvre peint

### Hypothèse
Selon certaines publications peu défendables, l'existence même de Hubert van Eyck aurait été une invention de Gantois soucieux, dans la seconde moitié du XVIe et le début du XVIIe siècle, de situer à Gand le berceau de l'art flamand, plutôt qu'à Bruges où Jan van Eyck s'était fait une réputation.

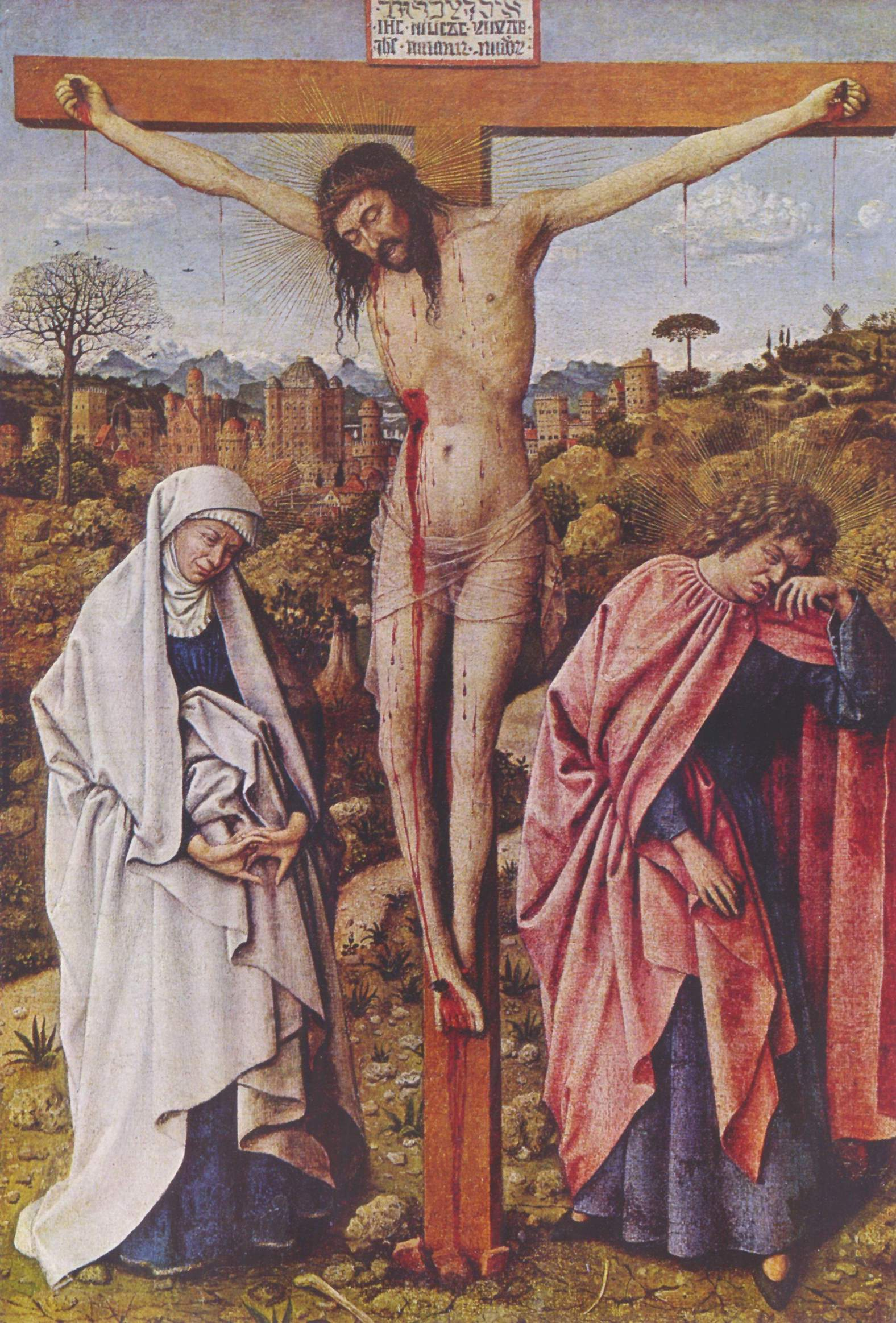
Le Christ sur la croix entre Marie et Jean.
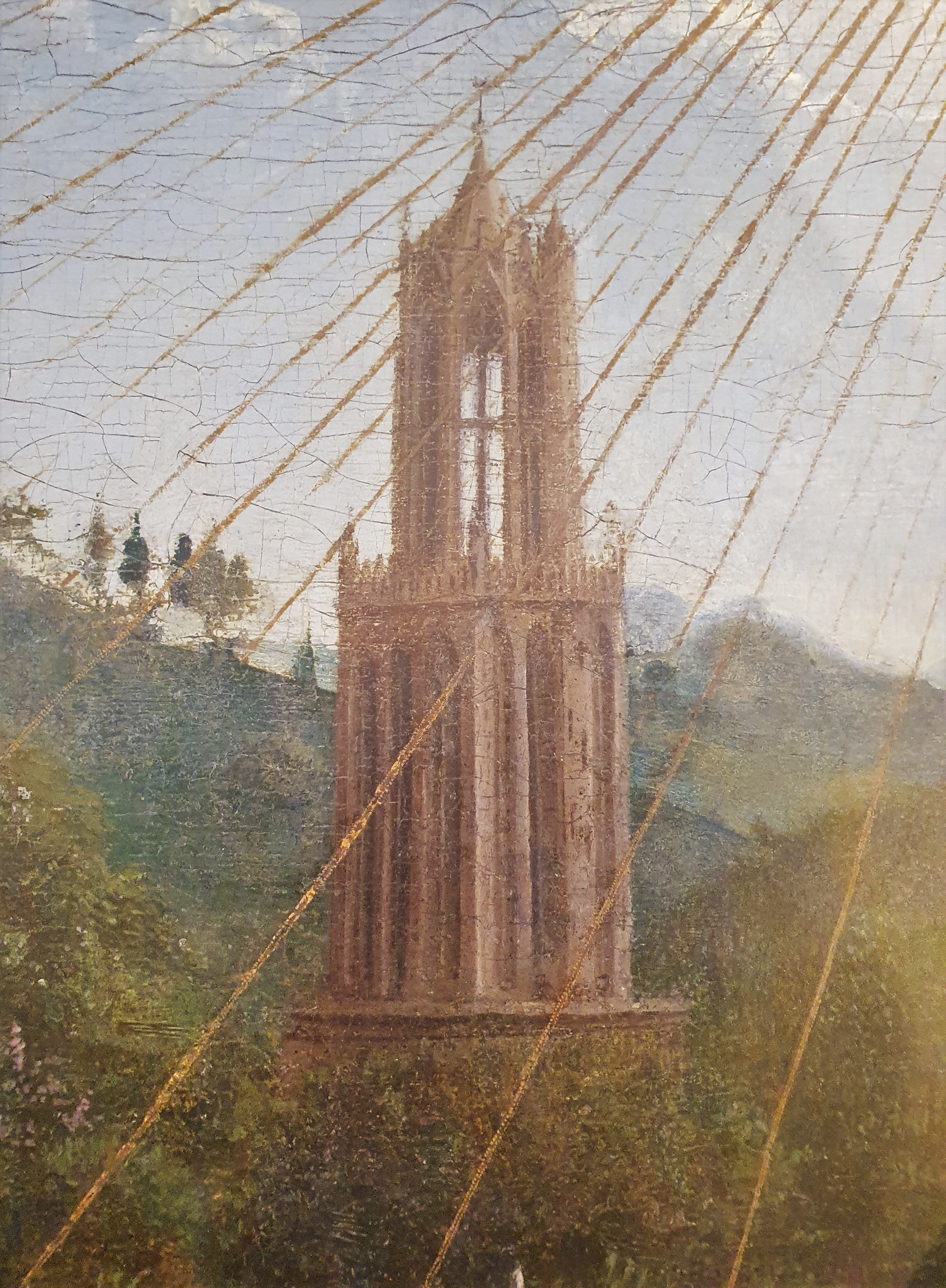
La Tour Dom à Utrecht, sur l'autel de Gant.
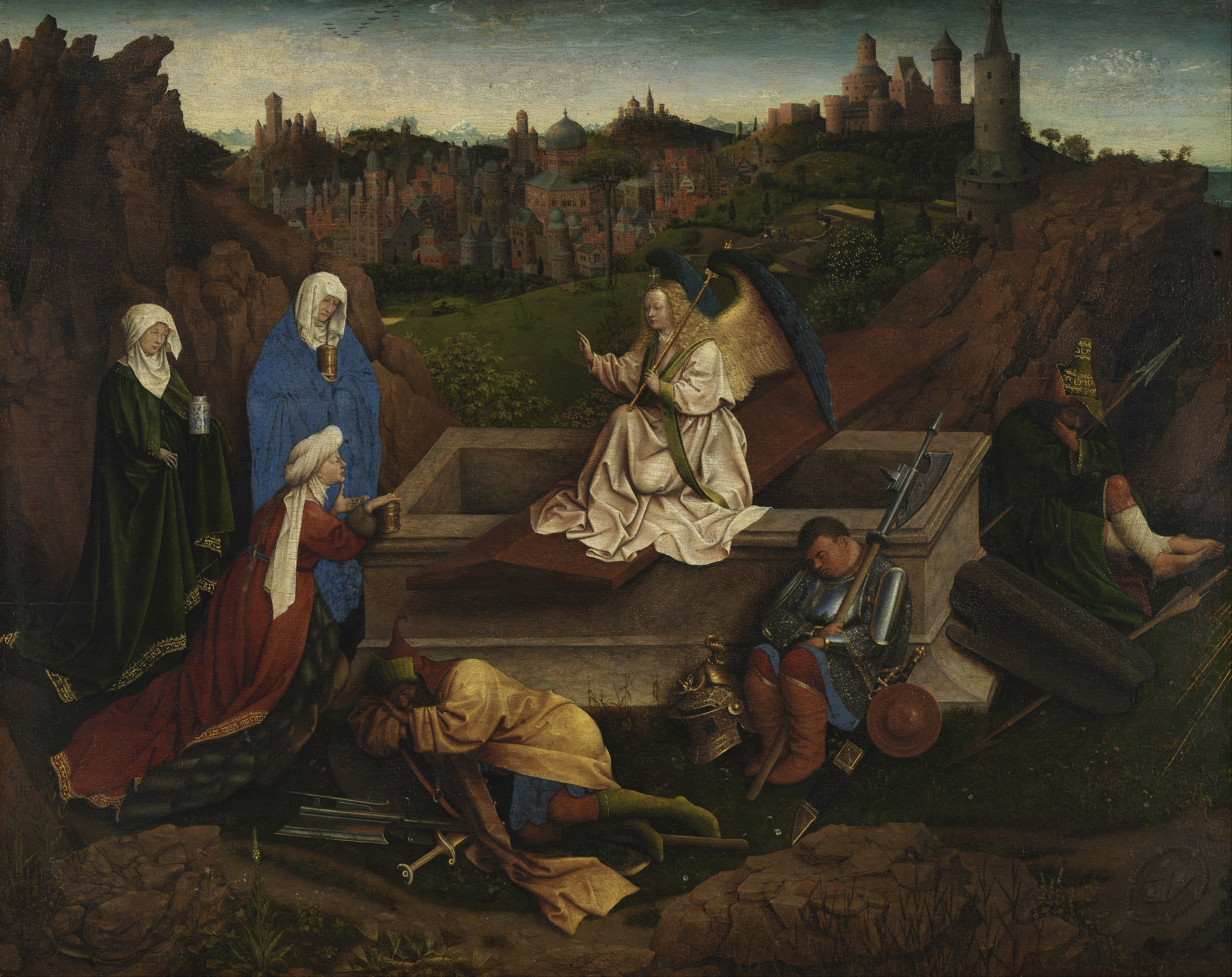
Les Trois Maries au Sépulcre attribué à Hubert van Eyck.